# Азаров Сергій Миколайович (шахіст)
Сергій Миколайович Азаров (біл. Сяргей Мікалаевіч Азараў; 19 травня 1983, Мінськ) — білоруський шахіст, гросмейстер від 2003 року.

## Шахова кар'єра
Від 1992 до 1998 року сім разів здобував звання чемпіона Білорусі серед юніорів у різних вікових категоріях. До 2003 року кільканадцять разів представляв свою країну на чемпіонатах світу i Європи серед юнаків. Найвищий успіх у тих розіграшах здобув 2003 року в Нахічевані, завоювавши звання віце-чемпіона світу в категорії до 20 років. Двічі (2001, 2002) здобув звання чемпіона Білорусі в особистому заліку.
До успіхів Сергія Азарова на міжнародних турнірах належать, зокрема,:
- поділив 1-ше місце в Гастінґсі (2001/02, турнір Challengers, разом з Віталієм Цешковським, Гленном Фліром, Кейтом Аркеллом i Звонко Станойоським),
- посів 2-ге місце в Тольятті (2002, позаду Євгена Алєксєєва),
- поділив 1-ше місце в Лас-Пальмасі (2003, разом з Сергієм Еренбургом),
- поділив 2-ге місце в Пардубице — двічі (2004, після Сергія Григор'янца, разом із, зокрема, Давидом Наварою, Збінеком Грачеком, Душко Павасовичем, Бартошем Соцко та Ернесто Інаркієвим, а також 2005, позаду Андрія Ковальова, разом з Євгеном Наєром, Олександром Харитоновим i Володимиром Поткіним),
- поділив 2-ге місце в Мінську (2005, після Олексія Александрова, разом з Олександром Рязанцевим),
- поділив 1-ше місце в Стамбулі (2006, разом із, зокрема, Михайлом Гуревичем, Володимиром Бакланом, Георгієм Качеїшвілі i Леваном Панцулаєю),
- поділив 1-ше місце в Саратові (2007, разом із, зокрема, Євгеном Томашевським, Денисом Хісматулліним, Андрієм Девяткіним i Олексієм Федоровим),
- поділив 1-ше місце в Бетюні (2008, разом з Торніке Санікідзе, Володимиром Бурмакіним i Ервіном Л'Амі),
- поділив 1-ше місце в Бад-Вісзе (2010, разом із, зокрема, Даніелем Фрідманом, Олександром Халіфманом i Олександром Графом),
- поділив 1-ше місце в Каппель-ла-Гранд (2014, разом з Акселем Бахманном),
- посів 1-ше місце в Вашингтоні (2014)[1].

Неодноразово представляв Білорусі на командних змаганнях, зокрема,:
- п'ять разів на шахових олімпіадах (2000, 2002, 2004, 2006, 2008)[2],
- двічі на командних чемпіонатах Європи (2001, 2003)[3],
- на шаховій олімпіаді серед юніорів до 16 років (1999)[4].

Найвищий рейтинг Ело дотепер мав станом на 1 листопада 2011 року, досягнувши 2667 пунктів, посідав тоді 77-ме місце в світовій класифікації ФІДЕ, водночас посідав 1-ше місце серед білоруських шахістів.

## Зміни рейтингу
| На цьому місці має відображатися графік чи діаграма, однак з технічних причин його відображення наразі вимкнено. Будь ласка, не видаляйте код, який викликає це повідомлення. Розробники вже працюють для того, щоби відновити штатне функціонування цього графіка або діаграми. | |
| | На цьому місці має відображатися графік чи діаграма, однак з технічних причин його відображення наразі вимкнено. Будь ласка, не видаляйте код, який викликає це повідомлення. Розробники вже працюють для того, щоби відновити штатне функціонування цього графіка або діаграми. |